# Faxinalipterus
Faxinalipterus is een geslacht van uitgestorven reptielen behorend tot de Archosauromorpha dat tijdens het Laat-Trias leefde in het gebied van het huidige Brazilië. Het is mogelijk een zeer basale pterosauriër maar kan ook basaler in de stamboom staan. De enige benoemde soort is Faxinalipterus minimus.

## Naamgeving en vondst
De typesoort Faxinalipterus minima is in 2010 benoemd en beschreven door José Fernando Bonaparte, Marina Bento Soares en César Leandro Schultz. De geslachtsnaam is afgeleid van de plaats Faxinal do Soturno en een gelatiniseerd Klassiek Grieks pteron, 'vleugel', een gebruikelijk element in de namen van pterosauriërs. De soortaanduiding betekent 'de kleinste' in het Latijn, een verwijzing naar de kleine afmetingen. Omdat het geslacht mannelijk is, moet de vorm 'minimus' zijn en de soortaanduiding overeenkomstig geëmendeerd. Dit gebeurde alsnog (impliciet) in 2022 zodat de combinatio nova Faxinalipterus minimus wordt.
Fossiele resten van de soort zijn in 2002 en 2005 anderhalve kilometer ten noordoosten van Faxinal do Sotorno, Rio Grande do Sul, opgegraven in een laag van de Caturritaformatie die stamt uit het vroege Coloradien, wat in de Europese indeling overeenkomt met de grens tussen het Carnien en het Norien, ruwweg 220-215 miljoen jaar oud. Het holotype UFRGS PV0927T bevindt zich in de collectie van de Universidade Federal do Rio Grande do Sul. Het bestaat uit verschillende delen van de ledematen van vermoedelijk een enkel individu: een linkerravenbeksbeen waarvan het onderstuk ontbreekt; het bovenstuk van een linkeropperarmbeen; het bovenstuk van een linkerellepijp en linkerspaakbeen; een linkerdijbeen; een linkerkuitbeen en linkerscheenbeen; een fragment van de schacht en een fragment van de onderkant van een rechteropperarmbeen; een rechterscheenbeen met een mogelijk middenvoetsbeen. Daarnaast is nog een bovenkaakfragment toegewezen, een linkermaxilla met drie tanden, dat op enige afstand van het holotype is gevonden.

## Beschrijving
De beenderen van Faxinalipterus zijn zeer licht en elegant gebouwd. De achterpoten zijn erg langgerekt. Aan de heupkop is te zien dat het dijbeen normaal enigszins onder het lichaam getrokken was en het dier dus hoog op de achterpoten stond. Het opperarmbeen is veel krachtiger dan het dijbeen en roteert met het schoudergewricht op een wijze dat zowel een beweging van voor naar achter als op en neer kan worden uitgevoerd; gecombineerd met weer dunnere onderarmbeenderen is dit een aanwijzing dat de arm als vleugel functioneerde. De vleugelspanwijdte was in dat geval echter zeer gering: de vlucht kan gezien de omvang van de overige botten niet meer dan zo'n vijftien à twintig centimeter hebben bedragen, kleiner dan bij iedere andere bekende pterosauriër. De beschrijvers vergeleken de grootte met die van een huismus.

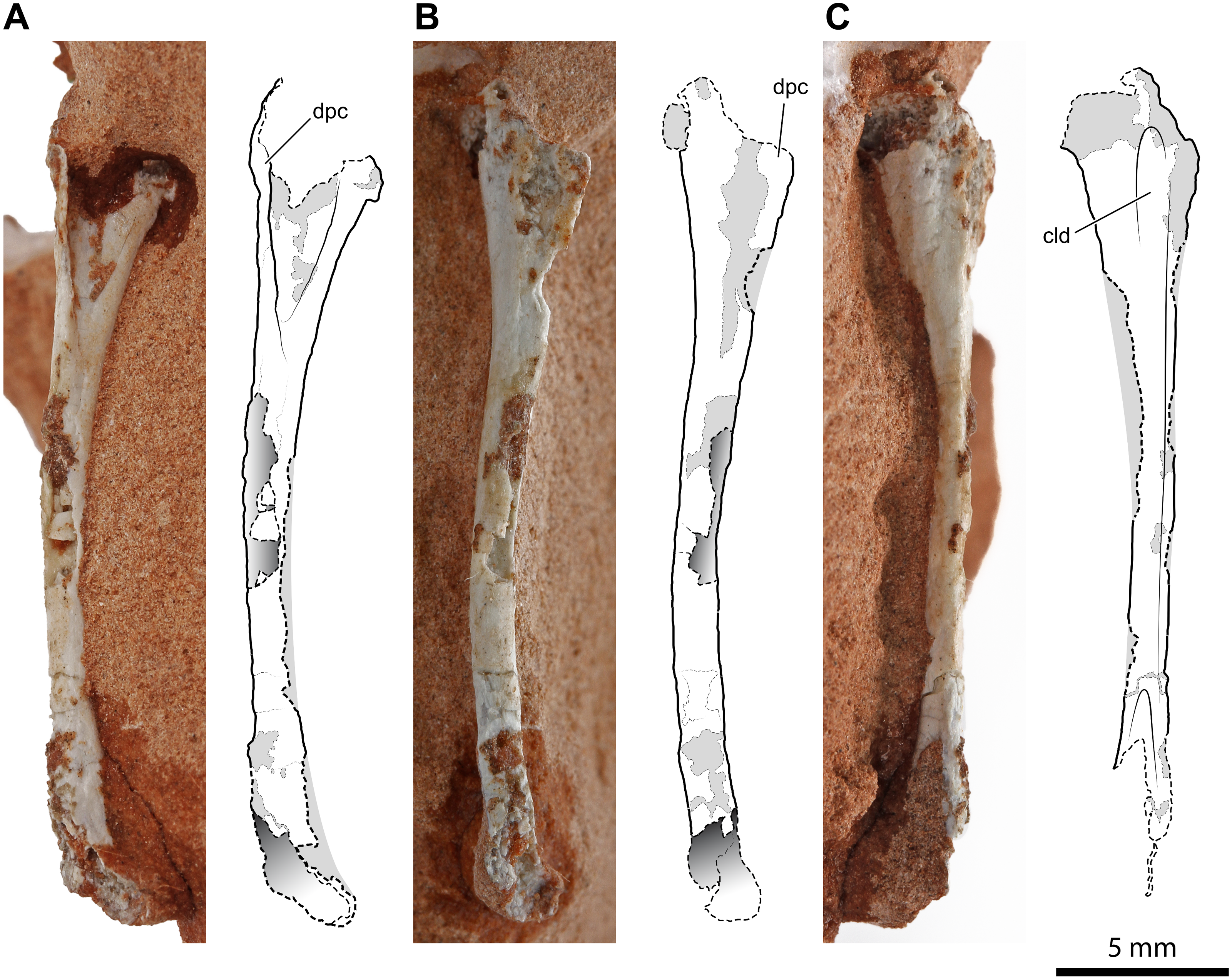
Het opperarmbeen

Het ravenbeksbeen heeft een bewaarde lengte van zeven millimeter. Het schijnt niet met het schouderblad vergroeid te zijn geweest, een teken dat het mogelijkerwijs om een jong dier gaat. De geschatte totale lengte van het opperarmbeen is achttien millimeter. Er is geen echte deltopectorale kam zichtbaar. De onderarm is naar schatting 22 millimeter lang. Het spaakbeen is erg dun.
Het scheenbeen heeft een lengte van 26,4 millimeter, het kuitbeen van 25,2 millimeter. Ze zijn lang en dun en nauw aaneengesloten.
De maxilla is licht gebouwd en toont de aanzet van grote neusgaten en een grote fenestra antorbitalis. De schedel moet vrij hoog geweest zijn. De bewaarde lengte van de maxilla is dertien millimeter. De tanden zijn klein, langgerekt, iets naar achteren gebogen en kegelvormig. Vermoedelijk stonden er achttien in de maxilla. Althans het stuk kaak lijkt toe te behoren aan een kleine visetende of insectenetende pterosauriër.

## Fylogenie
De beschrijvers hebben Faxinalipterus toegewezen aan de Pterosauria zonder een verdere toewijzing aan een deelgroep. Dat is echter niet gemotiveerd door onzekerheid over de plaatsing maar door hun opvatting dat Faxinalipterus wel eens de meest basale bekende pterosauriër zou kunnen zijn, dus de eerste afsplitsing van de evolutionaire stamboom van die groep zou vertegenwoordigen. Een argument hiervoor is het feit dat het scheenbeen en het kuitbeen niet echt vergroeid zijn zodat het onderbeen misschien kon roteren. Bij de andere pterosauriërs zijn ze vergroeid, wellicht om een ontwrichting van de enkel bij het landen te voorkomen. Verwarrend genoeg spreken de beschrijvers echter wel van een begin van vergroeiing aan het ondereind. Ook het dunne spaakbeen en het afzonderlijke ravenbeksbeen zouden basale kenmerken zijn. Verder acht men het gezien de onzekerheden over de datering van Europese vondsten uit het Trias mogelijk dat Faxinalipterus ook de oudste bekende pterosauriër is. De meer afgeleide vorm van de iets latere Europese soorten zou dan wijzen op een snelle evolutie. De toewijzing aan Pterosauria werd gerechtvaardigd door een verwijzing naar de lange holle botten en het zadelvormige gewricht op het opperarmbeen. De afzettingen waar Faxinalipterus werd gevonden, lagen indertijd niet aan de kust en de beschrijvers zien dit als een aanwijzing dat pterosauriërs zich oorspronkelijk als bosbewoners hebben ontwikkeld.
Op deze opvatting is in 2013 kritiek gekomen van Alexander Kellner die er om te beginnen op wees dat Pterosauria vaak gedefinieerd wordt met Preondactylus als meest basale pterosauriër zodat een soort die nog basaler is per definitie buiten Pterosauria zou vallen en verder de aandacht vestigde op het feit dat juist de armbeenderen fragmentarisch bekend zijn zodat helemaal niet zeker is of het wel een vliegende vorm betreft. Hij acht het daarom mogelijk dat het om een, op zich minstens zo belangwekkend, basaal lid van de ruimere Pterosauromorpha zou gaan of om een nog onbestemd basaal lid van de nog omvattender Ornithodira of zelfs een zustertaxon van die laatste groep die immers gekenmerkt wordt door een vergroeiing van scheenbeen en kuitbeen. Als Faxinalipterus toch een pterosauriër zou zijn, ondermijnt dit de hypothese dat dinosauriërs en pterosauriërs nauw verwant zijn.
In 2022 achtte Kellner Faxinalipterus een lid van de Lagerpetidae en verwijderde het bovenkaaksbeen uit het hypodigma. In 2025 vond een analyse hem als zustertaxon van de Ornithodira.